# DDR-Fußballmeisterschaft der Junioren 1956
Die DDR-Fußballmeisterschaft der Junioren 1956 war die 7. Auflage dieses Wettbewerbes, der vom Jugendausschuß der Sektion Fußball (DDR) durchgeführt wurde. Der Wettbewerb begann am 28. Oktober 1956 mit der Vorrunde und endete am 16. Dezember 1956, aus dem die BSG Rotation Babelsberg als Titelträger
hervorging.

## Teilnehmende Mannschaften
An der DDR-Fußballmeisterschaft der Junioren (A-Jugend) für die Altersklasse (AK) 16–18 nahmen die Bezirksmeister der 14 Bezirke auf dem Gebiet der DDR sowie der Meister aus Ost-Berlin teil. Spielberechtigt waren Spieler bis zum 18. Lebensjahr (Stichtag: 1. September 1937).
Folgende Mannschaften qualifizierten sich für die DDR-Fußballmeisterschaft der Junioren:
| - Bezirk Rostock BSG Motor Warnowwerft Warnemünde - Bezirk Schwerin SC Traktor Schwerin - Bezirk Neubrandenburg BSG Turbine Neubrandenburg - Bezirk Potsdam BSG Rotation Babelsberg - Ost-Berlin SG Lichtenberg 47 | - Bezirk Frankfurt (Oder) BSG Stahl Stalinstadt - Bezirk Magdeburg BSG Lokomotive Stendal - Bezirk Halle BSG Chemie Zeitz - Bezirk Leipzig SC Lokomotive Leipzig - Bezirk Cottbus SC Aktivist Brieske-Senftenberg | - Bezirk Dresden BSG Chemie Pirna - Bezirk Karl-Marx-Stadt BSG Motor Grubenlampe Zwickau - Bezirk Erfurt SC Turbine Erfurt - Bezirk Gera SC Motor Jena - Bezirk Suhl BSG Motor Steinach |

## Modus
Die Vorrunde bestand aus drei Staffeln mit je fünf Mannschaften, wo nach dem Modus „Jeder gegen Jeden“ in einer einfachen Runde die Staffelsieger ausgespielt wurden. Dabei hatte jede Mannschaft zwei Heim- und zwei Auswärtsspiele.
Die Staffelsieger ermittelten dann ebenfalls in einer einfachen Runde den DDR-Meister, wobei jede Mannschaft ein Heim- und ein Auswärtsspiel hatte.

## Vorrunde

### Staffel I
Spiele
| Datum                |                                       | Ergebnis |                            |
| -------------------- | ------------------------------------- | -------- | -------------------------- |
| So 28.10., 13:00 Uhr | BSG Stahl Stalinstadt                 | 1:1      | SC Lokomotive Leipzig      |
| So 28.10., 14:00 Uhr | BSG Lokomotive Stendal                | 5:2      | BSG Chemie Zeitz           |
|                      | Spielfrei: BSG Turbine Neubrandenburg |          |                            |
| So 04.11., 14:00 Uhr | SC Lokomotive Leipzig                 | 2:0      | BSG Lokomotive Stendal     |
| So 04.11., 14:00 Uhr | BSG Chemie Zeitz                      | 5:2      | BSG Turbine Neubrandenburg |
|                      | Spielfrei: BSG Stahl Stalinstadt      |          |                            |
| So 11.11., 14:00 Uhr | BSG Lokomotive Stendal                | 6:0      | BSG Stahl Stalinstadt      |
| So 11.11., 14:00 Uhr | SC Lokomotive Leipzig                 | 0:1      | BSG Turbine Neubrandenburg |
|                      | Spielfrei: BSG Chemie Zeitz           |          |                            |
| So 18.11., 14:00 Uhr | BSG Stahl Stalinstadt                 | 1:1      | BSG Chemie Zeitz           |
| So 18.11., 14:00 Uhr | BSG Turbine Neubrandenburg            | 2:1      | BSG Lokomotive Stendal     |
|                      | Spielfrei: SC Lokomotive Leipzig      |          |                            |
| So 25.11., 14:00 Uhr | BSG Turbine Neubrandenburg            | 6:1      | BSG Stahl Stalinstadt      |
| So 25.11., 14:00 Uhr | BSG Chemie Zeitz                      | 1:0      | SC Lokomotive Leipzig      |
|                      | Spielfrei: BSG Lokomotive Stendal     |          |                            |

Abschlusstabelle
| Pl. | Mannschaft                 | Sp. | S | U | N | Tore    | Quote | Punkte |
| --- | -------------------------- | --- | - | - | - | ------- | ----- | ------ |
| 1.  | BSG Turbine Neubrandenburg | 4   | 3 | 0 | 1 | 011:700 | 1,57  | 06:20  |
| 2.  | BSG Chemie Zeitz           | 4   | 2 | 1 | 1 | 009:800 | 1,13  | 05:30  |
| 3.  | BSG Lokomotive Stendal     | 4   | 2 | 0 | 2 | 012:600 | 2,00  | 04:40  |
| 4.  | SC Lokomotive Leipzig      | 4   | 1 | 1 | 2 | 003:300 | 1,00  | 03:50  |
| 5.  | BSG Stahl Stalinstadt      | 4   | 0 | 2 | 2 | 003:140 | 0,21  | 02:60  |

### Staffel II
Spiele
| Datum                |                                          | Ergebnis |                               |
| -------------------- | ---------------------------------------- | -------- | ----------------------------- |
| So 28.10., 14:00 Uhr | BSG Motor Grubenlampe Zwickau            | 0:2      | BSG Rotation Babelsberg       |
| So 28.10., 14:00 Uhr | BSG Motor Steinach                       | 2:0      | SC Motor Jena                 |
|                      | Spielfrei: SG Lichtenberg 47             |          |                               |
| So 04.11., 14:00 Uhr | BSG Rotation Babelsberg                  | 2:1      | BSG Motor Steinach            |
| So 04.11., 14:00 Uhr | SC Motor Jena                            | 3:0      | SG Lichtenberg 47             |
|                      | Spielfrei: BSG Motor Grubenlampe Zwickau |          |                               |
| So 11.11., 14:00 Uhr | BSG Motor Steinach                       | 3:1      | BSG Motor Grubenlampe Zwickau |
| So 11.11., 14:00 Uhr | BSG Rotation Babelsberg                  | 3:3      | SG Lichtenberg 47             |
|                      | Spielfrei: SC Motor Jena                 |          |                               |
| So 18.11., 14:00 Uhr | BSG Motor Grubenlampe Zwickau            | 4:1      | SC Motor Jena                 |
| So 18.11., 14:00 Uhr | SG Lichtenberg 47                        | 0:0      | BSG Motor Steinach            |
|                      | Spielfrei: BSG Rotation Babelsberg       |          |                               |
| So 25.11., 14:00 Uhr | SG Lichtenberg 47                        | 0:2      | BSG Motor Grubenlampe Zwickau |
| So 25.11., 14:00 Uhr | SC Motor Jena                            | 1:1      | BSG Rotation Babelsberg       |
|                      | Spielfrei: BSG Motor Steinach            |          |                               |

Abschlusstabelle
| Pl. | Mannschaft                    | Sp. | S | U | N | Tore    | Quote | Punkte |
| --- | ----------------------------- | --- | - | - | - | ------- | ----- | ------ |
| 1.  | BSG Rotation Babelsberg       | 4   | 2 | 2 | 0 | 008:500 | 1,60  | 06:20  |
| 2.  | BSG Motor Steinach            | 4   | 2 | 1 | 1 | 006:300 | 2,00  | 05:30  |
| 3.  | BSG Motor Grubenlampe Zwickau | 4   | 2 | 0 | 2 | 007:600 | 1,17  | 04:40  |
| 4.  | SC Motor Jena                 | 4   | 1 | 1 | 2 | 005:700 | 0,71  | 03:50  |
| 5.  | SG Lichtenberg 47             | 4   | 0 | 2 | 2 | 003:800 | 0,38  | 02:60  |

### Staffel III
Spiele
| Datum                |                                             | Ergebnis |                                  |
| -------------------- | ------------------------------------------- | -------- | -------------------------------- |
| So 28.10., 14:00 Uhr | BSG Chemie Pirna                            | 1:1      | SC Traktor Schwerin              |
| So 28.10., 14:00 Uhr | BSG Motor Warnowwerft Warnemünde            | 0:3      | SC Aktivist Brieske-Senftenberg  |
|                      | Spielfrei: SC Turbine Erfurt                |          |                                  |
| So 04.11., 14:00 Uhr | SC Traktor Schwerin                         | 2:0      | BSG Motor Warnowwerft Warnemünde |
| So 04.11., 14:00 Uhr | SC Aktivist Brieske-Senftenberg             | 2:0      | SC Turbine Erfurt                |
|                      | Spielfrei: BSG Chemie Pirna                 |          |                                  |
| So 11.11., 14:00 Uhr | BSG Motor Warnowwerft Warnemünde            | 4:1      | BSG Chemie Pirna                 |
| So 11.11., 14:00 Uhr | SC Traktor Schwerin                         | 0:1      | SC Turbine Erfurt                |
|                      | Spielfrei: SC Aktivist Brieske-Senftenberg  |          |                                  |
| So 18.11., 14:00 Uhr | BSG Chemie Pirna                            | 3:1      | SC Aktivist Brieske-Senftenberg  |
| So 18.11., 14:00 Uhr | SC Turbine Erfurt                           | 2:0      | BSG Motor Warnowwerft Warnemünde |
|                      | Spielfrei: SC Traktor Schwerin              |          |                                  |
| So 25.11., 14:00 Uhr | SC Turbine Erfurt                           | 1:0      | BSG Chemie Pirna                 |
| So 25.11., 14:00 Uhr | SC Aktivist Brieske-Senftenberg             | 4:0      | SC Traktor Schwerin              |
|                      | Spielfrei: BSG Motor Warnowwerft Warnemünde |          |                                  |

Abschlusstabelle
| Pl. | Mannschaft                       | Sp. | S | U | N | Tore    | Quote | Punkte |
| --- | -------------------------------- | --- | - | - | - | ------- | ----- | ------ |
| 1.  | SC Aktivist Brieske-Senftenberg  | 4   | 3 | 0 | 1 | 010:300 | 3,33  | 06:20  |
| 2.  | SC Turbine Erfurt                | 4   | 3 | 0 | 1 | 004:200 | 2,00  | 06:20  |
| 3.  | BSG Chemie Pirna                 | 4   | 1 | 1 | 2 | 005:700 | 0,71  | 03:50  |
| 4.  | SC Traktor Schwerin              | 4   | 1 | 1 | 2 | 003:600 | 0,50  | 03:50  |
| 5.  | BSG Motor Warnowwerft Warnemünde | 4   | 1 | 0 | 3 | 004:800 | 0,50  | 02:60  |

## Finalrunde
Spiele
| Datum                |                                            | Ergebnis |                                 |
| -------------------- | ------------------------------------------ | -------- | ------------------------------- |
| So 02.12., 14:00 Uhr | BSG Turbine Neubrandenburg                 | 2:3      | BSG Rotation Babelsberg         |
|                      | Spielfrei: SC Aktivist Brieske-Senftenberg |          |                                 |
| So 09.12., 13:00 Uhr | BSG Rotation Babelsberg                    | 3:0      | SC Aktivist Brieske-Senftenberg |
|                      | Spielfrei: BSG Turbine Neubrandenburg      |          |                                 |
| So 16.12., 12:00 Uhr | SC Aktivist Brieske-Senftenberg            | 2:3      | BSG Turbine Neubrandenburg      |
|                      | Spielfrei: BSG Rotation Babelsberg         |          |                                 |

Abschlusstabelle
| Pl. | Mannschaft                      | Sp. | S | U | N | Tore    | Quote | Punkte |
| --- | ------------------------------- | --- | - | - | - | ------- | ----- | ------ |
| 1.  | BSG Rotation Babelsberg         | 2   | 2 | 0 | 0 | 006:200 | 3,00  | 04:0   |
| 2.  | BSG Turbine Neubrandenburg      | 2   | 1 | 0 | 1 | 005:500 | 1,00  | 02:20  |
| 3.  | SC Aktivist Brieske-Senftenberg | 2   | 0 | 0 | 2 | 002:600 | 0,33  | 0:40   |

## DDR-Meister
| 1.                               | BSG Rotation Babelsberg |
| Logo der BSG Rotation Babelsberg | Peter Noske Michaelis, Hedrich, Lamprecht Peter Walkowiak, H. Berndt Rademann, Dummer, Klaus Benkert, Siegfried Aldermann , Dieter Anders Trainer: Paul Bauschke |
| Logo der BSG Rotation Babelsberg | außerdem: Fischer, Leppin, Sehdler, Zöller |